# 흐라데츠크랄로베

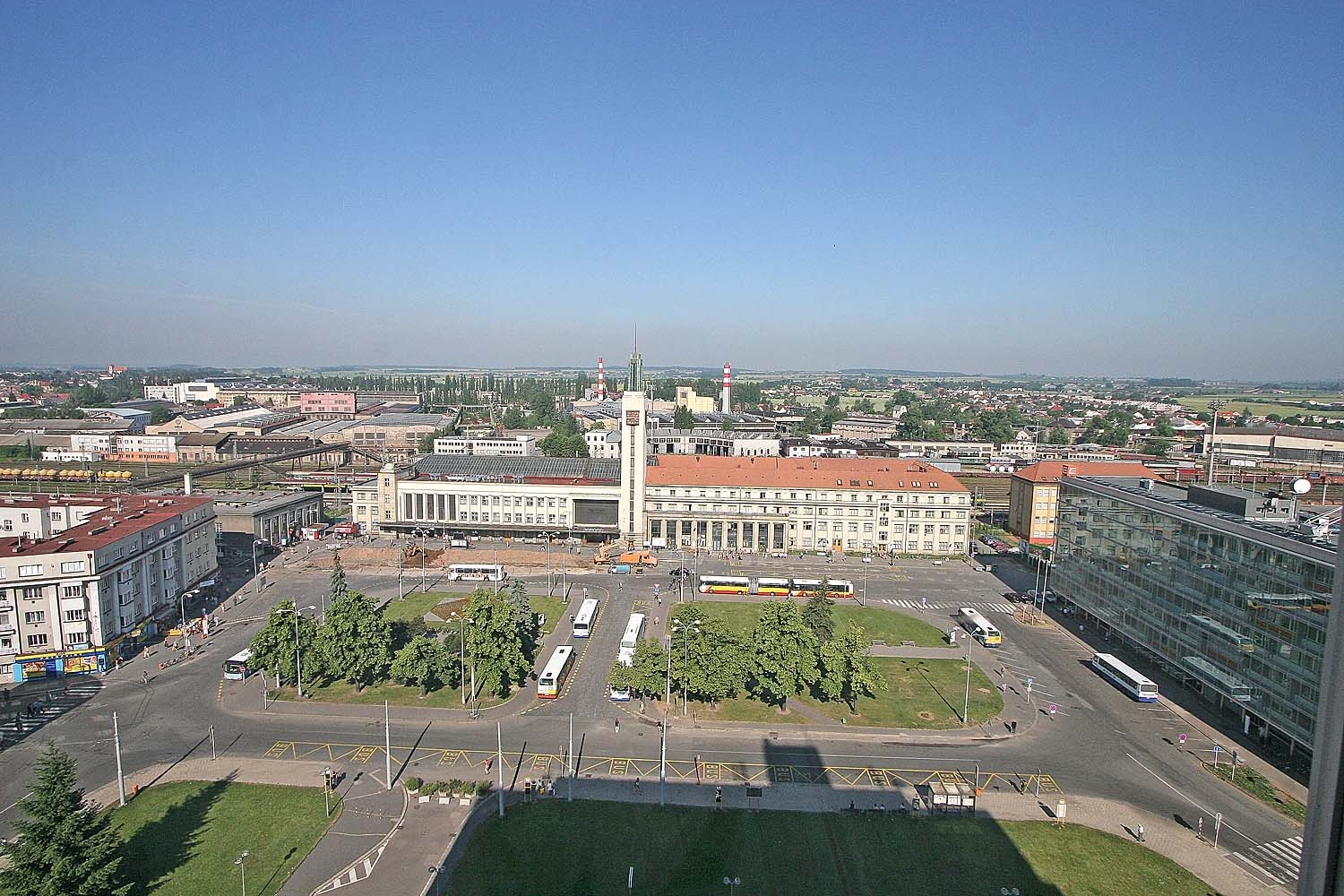
흐라데츠크랄로베

흐라데츠크랄로베의 위치

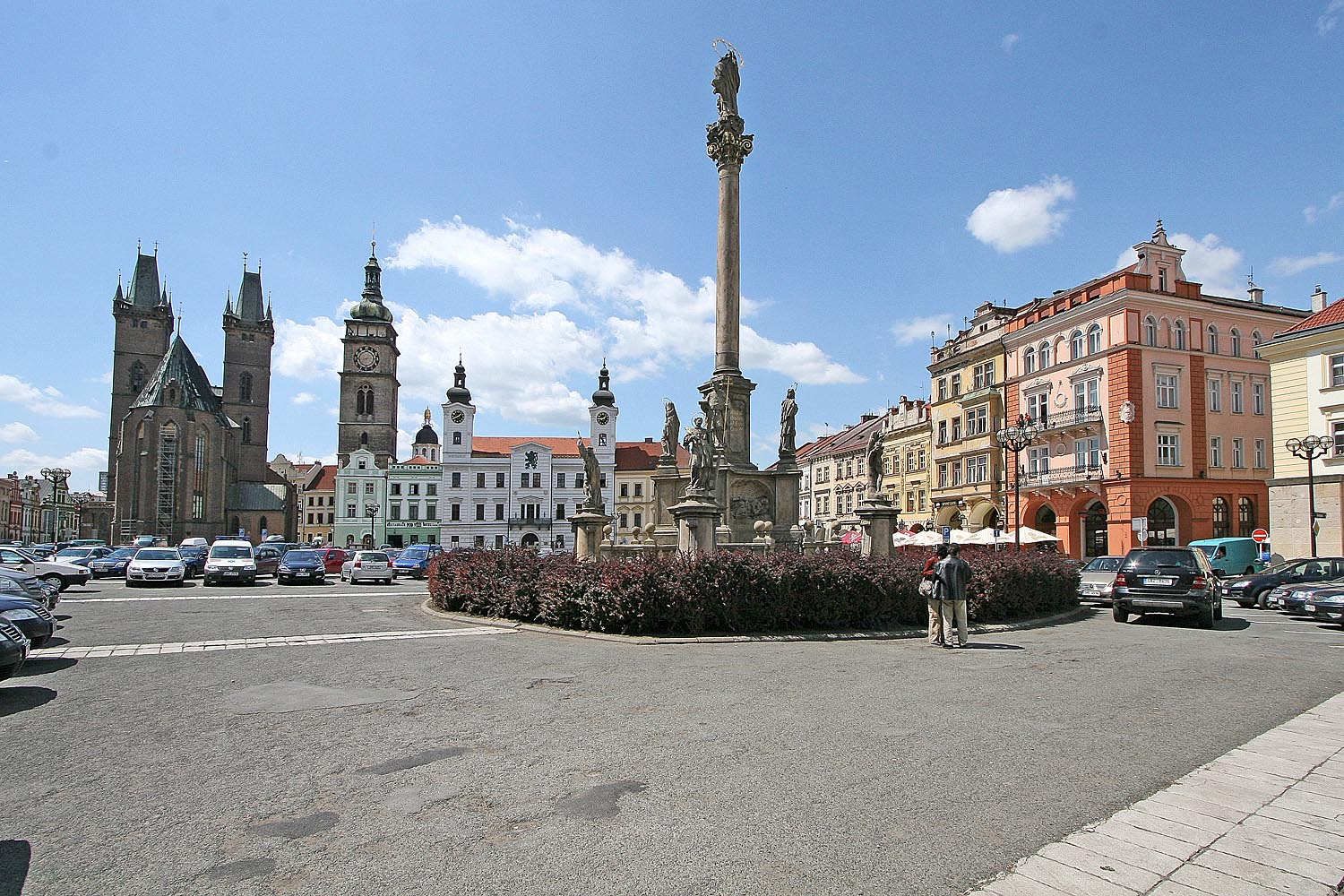
흐라데츠크랄로베 광장

흐라데츠크랄로베(체코어: Hradec Králové, 독일어: Königgrätz 쾨니히그레츠[*])는 체코 흐라데츠크랄로베주의 도시로 흐라데츠크랄로베 주의 주도이며 면적은 105.61km2, 높이는 235m, 인구는 94,255명(2006년 기준), 인구 밀도는 892명/km2이다.
도시의 경제는 흐라데츠크랄로베 주의 식품 가공업과 광화학, 전자 제품 산업을 기반으로 한다. 도시의 전통 산업은 악기 제조업이며 그 중에서도 페트로프(Petrof)에서 제조한 피아노가 유명하다. 흐라데츠크랄로베 대학교와 프라하 카렐 대학교 의과대학 캠퍼스, 약학대학 캠퍼스가 위치한다.
이곳에서는 보오전쟁 때 쾨니히그레츠 전투가 벌어졌다.

## 인구
| 연도                                                             | 인구   | ±%     |
| ---------------------------------------------------------------- | ------ | ------ |
| 1869                                                             | 18,884 | —      |
| 1880                                                             | 24,230 | +28.3% |
| 1890                                                             | 25,236 | +4.2%  |
| 1900                                                             | 29,310 | +16.1% |
| 1910                                                             | 35,675 | +21.7% |
| 1921                                                             | 39,151 | +9.7%  |
| 1930                                                             | 50,137 | +28.1% |
| 1950                                                             | 57,118 | +13.9% |
| 1961                                                             | 66,608 | +16.6% |
| 1970                                                             | 80,463 | +20.8% |
| 1980                                                             | 96,145 | +19.5% |
| 1991                                                             | 99,917 | +3.9%  |
| 2001                                                             | 97,155 | −2.8%  |
| 2011                                                             | 94,314 | −2.9%  |
| 2021                                                             | 92,683 | −1.7%  |
| 출처: Historical lexicon of municipalities of the Czech Republic |        |        |

## 자매 도시
- 이탈리아 알레산드리아
- 네덜란드 아른험
- 슬로바키아 반스카비스트리차
- 독일 기센
- 세르비아 야고디나
- 우크라이나 체르니히우
- 튀르키예 이즈미르
- 크로아티아 카슈텔라
- 프랑스 메스
- 폴란드 바우브지흐
- 폴란드 브로츠와프

우호 도시:
- 불가리아 몬타나
- 이탈리아 카로비뇨